# Dmitrij Żukow (lekkoatleta)
Dmitrij Żukow (ros. Дмитрий Жуков, ur. 22 lipca 1980) – rosyjski lekkoatleta specjalizujący się w biegach płotkarskich.
Największy sukces w karierze odniósł w 1999 r. w Rydze, zdobywając na mistrzostwach Europy juniorów złoty medal w biegu na 400 m ppł (uzyskany czas: 51,46). 
Rekord życiowy w biegu na 400 m ppł – 50,98 (14 lipca 2001, Tuła).